# Wydział Sztuk Uniwersytetu Technicznego w Koszycach
Wydział Sztuk Uniwersytetu Technicznego w Koszycach został założony 2 października 1998 roku. Obecnie (2012) dziekanem Wydziału jest doc. Ján Kanócz.

## Katedry Wydziału[4]
- Katedra architektury
- Katedra wzornictwa
- Katedra sztuk pięknych i intermediów
- Katedra teorii i historii sztuki